# Paonta Sahib
Paonta Sahib – miasto w północnych Indiach w stanie Himachal Pradesh, w zachodnich Himalajach.
Populacja miasta w 2001 roku wynosiła 19 090 mieszkańców.